# Gustav Nauenburg
Gustav Nauenburg, född 1803 i Halle, död 1862, var en tysk musikskriftställare.
Nauenburg var son av en praktiserande läkare. Han var som student i Halle anförare för studentsången där och uppträdde med mycket bifall som solosångare vid åtskilliga musikfester. Nauenburg författade en mängd uppsatser som publicerades i Berliner musikalische Zeitung, Cæcilia, Leipziger allgemeine musikalische Zeitung och Neue Zeitschrift für Musik. De flesta i Schillings Universal-Lexikon der Tonkunst förekommande artiklar rörande sångkonsten är av hans hand.